# Amari Torayasu
Amari Torayasu (甘利 虎泰; * 1498; † 23. März 1548) war ein Samurai der Sengoku-Zeit und diente dem Takeda-Klan unter Takeda Nobutora und Takeda Shingen. Amari war ein shukurō, Klanältester, der Shingen bei der Machtübernahme gegen seinen Vater unterstützte und einer der 24 Generäle ist. Er wurde im Kampf getötet während der Schlacht von Uedahara im Jahre 1548, zusammen mit Itagaki Nobukata.
Sein Nachfolger als Truppenführer wurde sein Sohn Amari Masatada.

## Amari in den Medien
Im Fernsehdrama (Taiga Drama) des Senders NHK 2007, Fūrinkazan, wird er von Ryū Raita gespielt.